# Chasseron
De Chasseron is een 1607 meter hoge berg in de Jura in Zwitserland. De berg ligt ongeveer 10 km ten noordwesten van Yverdon-les-Bains.